# Stades du développement psychosocial
 (juin 2015).
Si vous disposez d'ouvrages ou d'articles de référence ou si vous connaissez des sites web de qualité traitant du thème abordé ici, merci de compléter l'article en donnant les références utiles à sa vérifiabilité et en les liant à la section « Notes et références ».

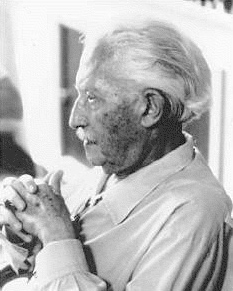
Erik Erikson

Les stades du développement psychosocial d’Erik Erikson s’articulent autour de huit stades permettant un développement psychologique humain sain depuis la petite enfance jusqu'à la vieillesse. À chaque stade, la personne est confrontée à, et peut maîtriser, de  nouveaux défis. Chaque stade se construit sur les bases construites lors des stades précédents. Les défis peu ou non relevés sont susceptibles de réapparaître sous forme de problèmes dans l’avenir.

## Les stades

### Espoir: Confiance contre Méfiance (0-1½ an)
- Crise identité : Confiance contre Méfiance
- Force adaptative : Espoir
- Formulation de l’identité acquise : « Je suis ce qu'on me donne »

Le premier stade de la théorie d’Erik Erikson est centré sur les besoins basiques de l’enfant et des échanges avec ses parents. L’enfant dépend de ses parents, spécialement de sa mère, pour s’alimenter, se sentir bien, etc. Erikson établit un parallèle entre ce stade et le stade oral de la théorie psychanalytique. Sa relative compréhension du monde et de la société lui vient des parents et des interactions qu’ils peuvent avoir avec lui. Si ses parents lui apportent chaleur et une affection régulière et constante, l’enfant verra le monde où il vit comme un monde où règne la confiance. Si ces mêmes parents échouent à lui procurer un environnement sécurisant et une satisfaction pleine à ses besoins premiers, l’enfant le verra comme un monde de méfiance. Dans cette théorie, la tâche majeure du développement de l’enfant est d’apprendre comment, les autres, spécialement son entourage proche, satisfont, ou non, ses besoins premiers. S’ils se montrent fiables et constants, l'enfant apprendra la confiance (« les autres sont fiables et constants »). S’il en vient à être négligé, voire abusé, il apprendra la méfiance (« les autres sont non fiables et inconstants »).

### Volonté: Autonomie contre Honte et Doute (1½-3 ans)
- Crise identité : Autonomie contre Honte et Doute
- Question principale : « Puis-je accomplir des choses seul ou devrai-je toujours dépendre des autres ? »
- Force adaptative : Volonté
- Formulation de l’identité acquise : « Je suis ce que je peux vouloir librement »

Alors que l’enfant acquiert le contrôle de diverses fonctions (d’élimination - Erikson établit un parallèle entre ce stade et le stade anal de la théorie psychanalytique -, de locomotion), il commence à explorer son environnement proche. Les parents continuent à apporter de solides bases de sécurité à ce dernier afin que l’enfant puisse expérimenter et se lancer. La patience des parents et leurs encouragements aident à renforcer l’autonomie de l’enfant. Des parents trop restrictifs ou pas assez encourageants installeront le doute chez l’enfant qui arrêtera ses explorations. Les progrès des enfants (développement physique et musculaire, gain d’autonomie), leur permettent de satisfaire eux-mêmes certaines de leurs envies. Ils commencent à se nourrir, à s’habiller, à se laver eux-mêmes, à utiliser les toilettes. Si l’entourage proche encourage ce comportement, l’enfant développe son sens de l’autonomie et à se sentir capable d’affronter des difficultés. Mais, si les parents en demandent trop et trop tôt ou s’ils refusent de laisser l’enfant tenter de faire ces choses, ou encore se moquent de ses échecs, il pourra développer un sentiment de honte de lui-même et de doute en ses capacités à affronter la difficulté.

### Conviction: Initiative contre Culpabilité (3-5 ans)
- Crise identité : Initiative contre Culpabilité
- Question principale : « Suis-je bon ou mauvais ? »
- Force adaptative : Conviction
- Éléments sociétaux en relation : les prototypes
- Formulation de l’identité acquise : « Je suis ce que j’imagine que je serai »

L’initiative apporte la possibilité d’anticiper, de planifier et d’entreprendre une tâche en vue de la santé mentale. L’enfant apprend à maîtriser le monde qui l’entoure, à être curieux de tout, à étendre sa maîtrise du langage et les principes de base de la physique (« les choses tombent vers le bas et non vers le haut », « les choses rondes roulent »). Il commence à faire des actions dans un but. La culpabilité fait aussi son apparition en tant que nouvelle émotion qui apporte de la confusion. Il peut se sentir coupable de choses qui logiquement ne devraient pas le faire se sentir coupable. Il peut ainsi ressentir de la culpabilité à n’avoir pas pu réussir quelque chose. Il se prépare à prendre des initiatives qui le mèneraient vers des rôles sociaux (leadership, etc.) au travers de conduites « à risque » où il teste ses propres limites : traverser une rue seul, faire du vélo sans casque.
Durant ce stade, l’enfant peut aussi développer son acceptation, ou non, de la frustration et donc, parfois, des comportements « négatifs » : jeter des objets, frapper, crier. Erikson parle d’un mode pénétrant qu’il met en parallèle avec le stade phallique de la théorie psychanalytique.
L’enfant devient donc de plus en plus capable d’accomplir des tâches dans un but précis et donc de pouvoir établir des choix sur des activités à poursuivre. Si les parents et l’école l’encouragent, tout en le guidant et en l’aidant, l’enfant développera son sens de l’initiative. Dans le cas contraire, il développera un sentiment de culpabilité envers ses besoins et ses désirs.

### Compétence: Productivité contre Sentiment d'Infériorité (5-12 ans)
- Crise identité : Travail contre Infériorité
- Question principale : « Suis-je capable ou incapable ? »
- Force adaptative : Compétence
- Éléments sociétaux en relation : la division du travail
- Formulation de l’identité acquise : « Je suis ce que je peux apprendre à faire marcher »

La volonté d’atteindre un but « professionnel » via une réussite scolaire prend le pas sur les volontés de jouer. Les fondamentaux sont développés. Il considère son entourage comme individus. Il veut se montrer bon, raisonnable, coopératif et travailleur. Il comprend les concepts d’espace et de temps, devient plus logique, commence à comprendre les liens de cause à effet. Il peut accomplir des tâches complexes : lire, écrire… Il commence à donner forme à certaines valeurs morales et reconnaît les différences individuelles et/ou culturelles. Il veut démontrer son indépendance en se montrant désobéissant, en parlant par derrière ou en se rebellant.
Erikson perçoit l’école élémentaire comme un seuil critique dans le développement de la confiance en soi. Dans l’idéal, elle doit apporter de nombreuses opportunités pour l’enfant d’obtenir la reconnaissance de ses parents, de ses maîtres et de ses pairs par l’accomplissement de tâches : dessins, résolutions mathématiques, rédaction et autres. Erikson établit là aussi un parallèle avec la psychanalyse : pour lui, c’est le stade de latence. Si l’enfant est encouragé à faire et à accomplir des choses et félicité pour celles-ci, il devient « industrieux » et devient plus rapide, plus persévérant et se met au travail avec plaisir. Au contraire, s’il est moqué ou puni, il deviendra inapte à assouvir les attentes de ses maîtres et de ses parents : il développera un sentiment d’infériorité et aura tendance à s’isoler.

### Adolescent: Identité contre diffusion identitaire (12-18 ans)
- Crise identité : Identité contre Confusion des rôles
- Question principale : « Qui suis-je et où vais-je ? »
- Force adaptative : Fidélité
- Éléments sociétaux en relation : l’idéologie

L’adolescent est préoccupé de la manière dont les autres le perçoivent. Il change beaucoup physiquement. Son ego surdimensionné accroît la confiance en soi et en un avenir prometteur. Le sens de l’identité sexuelle se développe également vers la fin de l’adolescence.
Dans cette transition entre enfance et monde adulte, l’adolescent pèse le pour et le contre dans les rôles qu’il pourrait jouer plus tard. Au départ, il rencontre de la confusion et il est porté à tenter diverses expériences dans les tâches et les comportements (baby-sitting, affiliation à des groupes politiques ou religieux…). Ce point névralgique de l’identification ressemble à une sorte de réconciliation entre « la personne à être » et « la personne dont la société espère la venue ». Ce sens émergeant de l’identité se forge au travers de la synthèse des expériences passées et les anticipations du futur. Dans cette recherche personnelle, Erikson parle d’un « moratoire » donné par la société aux adolescents qui peuvent alors se livrer à diverses expériences.
Comme pour les autres stades, les forces bio-psycho-sociales entrent en jeu. Parfois les adolescents entrent en conflit avec leurs parents quant à leurs orientations politiques ou religieuses. Parfois, les adolescents peuvent choisir leur orientation professionnelle et d’autres fois, ce sont les parents qui ont un rôle décisif. D’autres fois, les adolescents subissent des pressions et acceptent « au forceps » d’expérimenter une voie alors que d’autres le tenteront d’eux-mêmes. Peu importe comment surgissent les choix du moment qu’ils sont ou deviennent personnels. Selon Erikson : quand un adolescent balance entre « Qu’est-ce que je veux ? » et « Qu’est-ce que je vais faire avec ? », il construit son identité. C’est là qu’intervient la fidélité en tant que moyen de soutenir une certaine loyauté dans un moment de contradictions et de confusions inévitables au sein d’un système propre de valeurs.
Même si l’on donne 20 ans comme âge de « fin » de ce stade, celle-ci est fréquemment dépassée. Erikson donne deux exemples de « retard » dans deux de ses ouvrages (Young Man Luther et Gandhi’s Truth) : 25 et 30 ans.

### Amour: Intimité contre Soucis exclusif de soi (18-40 ans)
- Crise identité : Intimité contre Isolement
- Question principale : « Est-ce que je veux partager ma vie avec quelqu'un ou vivre seul ? »
- Force adaptative : Amour
- Éléments sociétaux en relation : modalités de coopération (voire mariage)

Ce stade débute lorsque le précédent est en bonne voie. Il y est donc fortement lié. Les jeunes adultes continuent de brasser leur identité avec celles d’amis. ils s’y confrontent. Ils sont effrayés par les possibilités de rejet ou de ruptures. Parfois, leur ego ne peut le supporter. Ceux qui ont bien établi leur identité peuvent alors se lancer dans des relations d’intimité réciproque (et avec leurs propres ressources intérieures). Ces relations peuvent être durables (amitié proche, mariage…) et ils peuvent faire preuve des sacrifices et des compromis nécessaires à ce type de relation. Au cas où ces mêmes personnes ne pourraient pas s’ouvrir à de telles relations, un sentiment d’isolement peut en résulter.

### Attention: Générativité contre Stagnation (40-65 ans)
- Crise identité :  Générativité contre Stagnation
- Question principale : « Ai-je produit quelque chose d’une réelle valeur ? »
- Force adaptative : Sollicitude
- Éléments sociétaux en relation : parentalité, éducation ou tout autre implication sociale

Le souci de génération est le questionnement du stade suivant. La valeur sociale de la production et du travail y est associée, avoir ou vouloir des enfants n’est pas le seul profil de cette générativité. Durant cet âge adulte médian, la principale tâche du développement est d’apporter sa contribution à la société et d’aider la génération future. Lorsque les personnes apportent de telles contributions, en agrandissant leur famille, en travaillant à l’amélioration de la vie de la société, ils développent leur sens générationnel, un sens de productivité et d’accomplissement. À l’opposé, une personne trop autocentrée, qui ne voudrait ou ne pourrait aider la société développe un sentiment de stagnation et d’insatisfaction.
Questions centrales posées à ce stade :
- Exprimer de l’amour vrai plus que des actes sexuels ;
- Développer l’unité avec son partenaire ;
- Aider à faire grandir les enfants afin qu’ils deviennent des adultes responsables ;
- Jouer un rôle central dans l’éducation des enfants ;
- Accepter les enfants de son partenaire et de ses amis ;
- Fonder un foyer confortable ;
- Être fier de ses actes et de ceux de son partenaire ;
- Inverser les rôles avec ses parents âgés ;
- Parfaire sa responsabilité civique et sociale ;
- S’ajuster aux changements physiques ;
- Utiliser son temps libre pour la création ;
- Aimer les autres.

### Sagesse: Intégrité personnelle contre Désespoir (> 65 ans)
- Crise identité : Intégrité personnelle contre Désespoir
- Question principale : « Ai-je vécu une vie bien remplie ? »
- Force adaptative : Sagesse

Ce stade final est celui de la rétrospection. À mesure que nous vieillissons et devenons des seniors, nous avons tendance à baisser dans notre productivité et regardons la vie du point de vue du retraité. C’est durant ce laps de temps que nous pouvons contempler nos aboutissements et sommes capables de développer un sentiment d’intégrité si nous estimons avoir une vie riche et remplie. Dans le cas contraire, nous développons un sentiment de désespoir menant à la dépression face à une vie ressentie comme inachevée.

## Rapport à la théorie freudienne
Erikson a été un étudiant de Sigmund Freud et a été analysé par Anna Freud, ce qui a donné une trame psychanalytique à sa théorie des stades de développement psychosocial. Les premiers stades de cette théorie ont été mis en regard de celle de Freud : les quatre premiers stades d’Erikson sont rapportés directement dans son ouvrage à ceux de Freud (stades oral, anal, phallique, de latence). De plus, le 5e stade d’Erikson [Fidélité : Identité contre Identité diffuse (12-18 ans)] est relié au stade génital de Freud.
Erikson voit la dynamique à l’œuvre durant toute une vie, le développement ne s’arrête pas avec l’adolescence (comme cela peut être vu par la théorie psychanalytique). Il voit également les stades de la vie comme un cycle : la fin d’une génération voit l’apparition de la suivante. Du point de vue sociétal, les stades de la vie ne sont plus linéaires comme pour un individu mais font partie du développement cyclique d’une société.

## Apport de la théorie
L’un des apports de cette théorie est de permettre de comprendre pourquoi les personnes qui ont été contrariées lors des stades de l’enfance ont autant de difficultés à gérer les crises de la vie adulte. Plus important encore, cela a pu donner des clefs d’interprétation à des thérapeutes et ainsi ouvrir des portes vers la résolution de problèmes pratiques. Dans le même temps, elle a pu être un socle et un guide important pour les éducateurs.

## Critique de la théorie
La théorie d’Erikson a été soutenue, en particulier par James E. Marcia qui a beaucoup travaillé sur la construction de l’identité chez les adolescents.
D’autre part, cette même théorie a été questionnée surtout quant à son schéma séquentiel, linéaire et par trop fixe quant à ces étagements par rapport à l’âge. Certaines personnes[Qui ?] se demandent si un stade ne peut survenir avant qu’un autre ne soit franchi, tandis que d’autres ne recherchent la crise identitaire que lors de l’adolescence. Cependant, Erikson établit que ce processus est actif tout au long de la vie d’une façon ou d’une autre et qu’il n'a pointé ses « phases » que parce qu’elle dénotent des moments où ces conflits sont le plus apparents.